# جورج ای. ویلسون
جورج ای. ویلسون (به انگلیسی: George Allison Wilson) سناتور سابق عضو حزب جمهوری‌خواه ایالات متحده آمریکا بود. وی در سال ۱۹۴۳ تا ۱۹۴۹ میلادی سناتور ایالت آیووا در سنای ایالات متحده آمریکا بود.